# Вагон-дефектоскоп

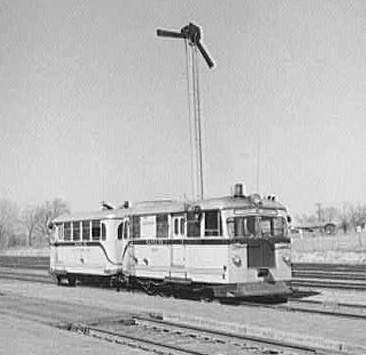
Вагон-дефектоскоп. (США 1943 год)

Вагон-дефектоскоп — подвижная единица (вагон или автомотриса), предназначенная для автоматизированного осмотра путей, и выявления в них наружных и скрытых дефектов.

## Общая характеристика
Вагоны-дефектоскопы выпускаются на базе четырёхосных пассажирских вагонов, перемещаемых локомотивом, с ультразвуковым и магнитным искательными устройствами.
- Электровоз ЧС2-066 (34E2) и вагон-дефектоскоп

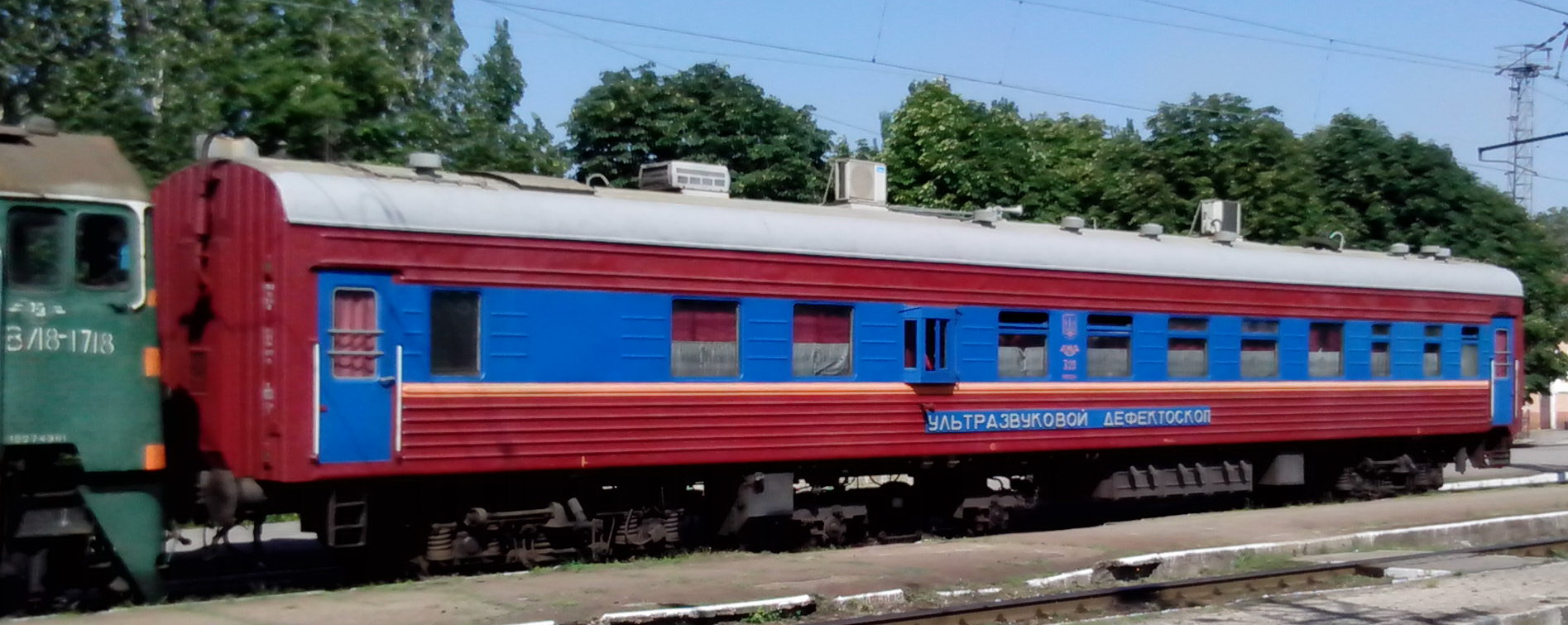
Вагон-дефектоскоп на станции Запорожье-2
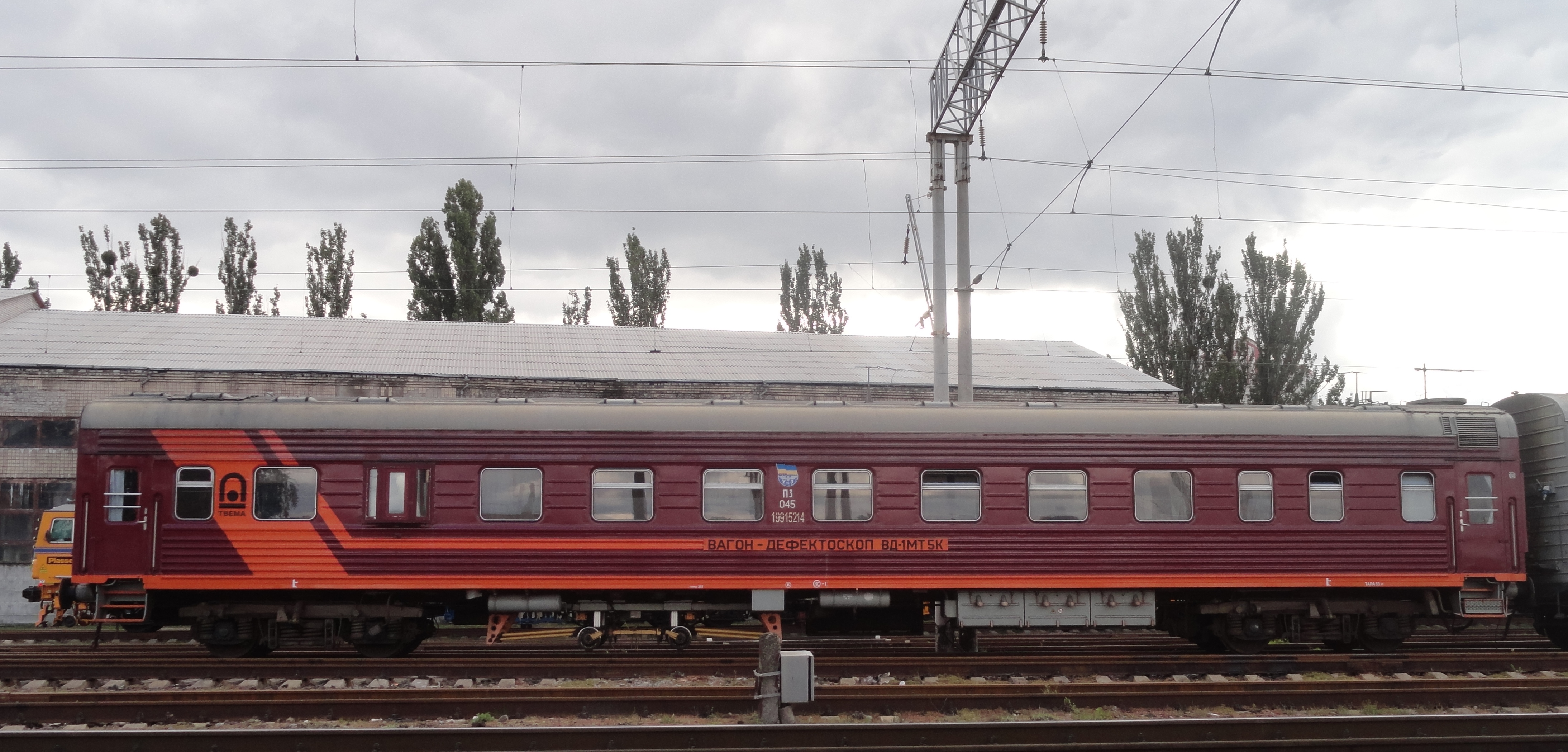
Вагон-дефектоскоп ВД-1МТ 5К
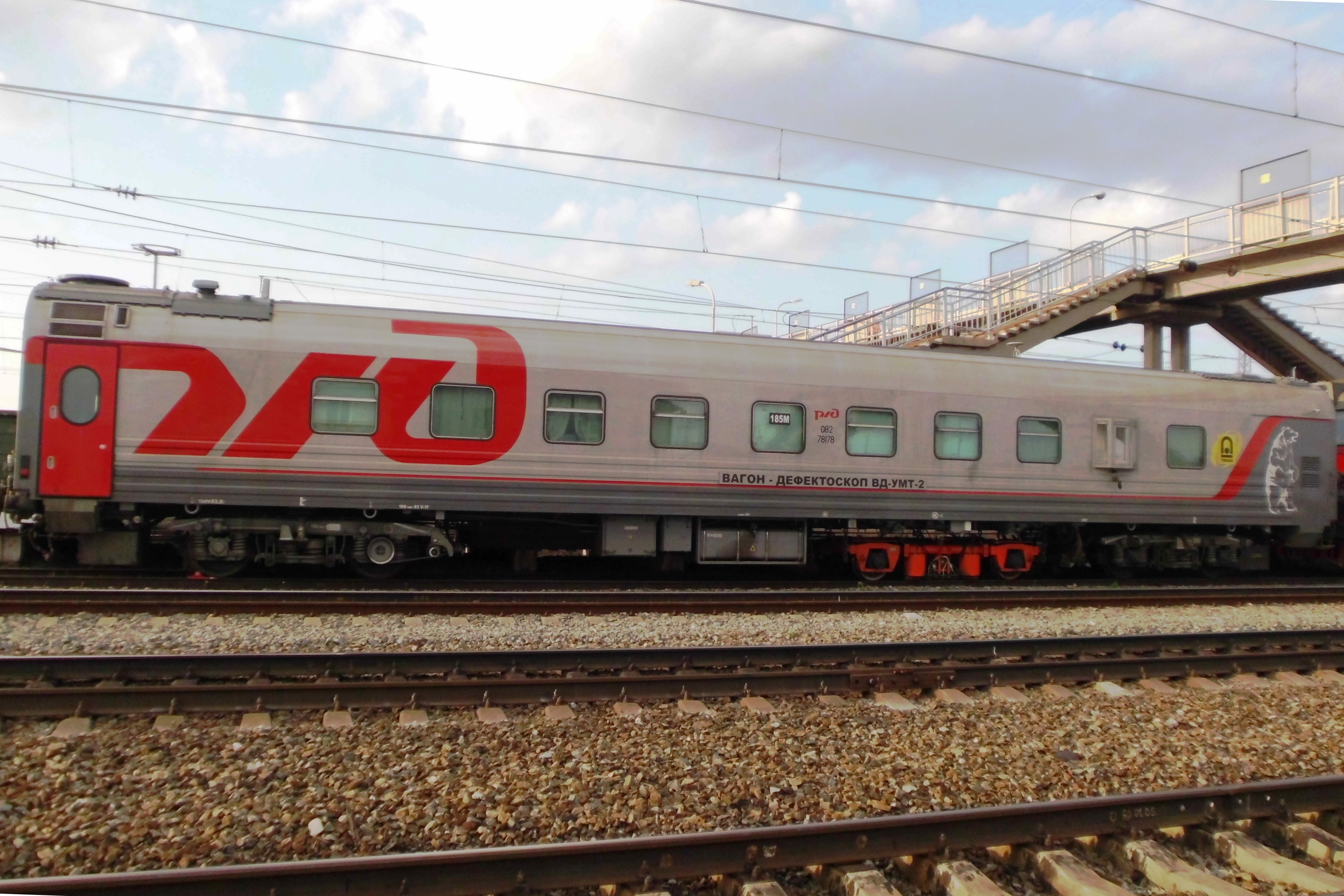
Вагон-дефектоскоп ВД-УМТ-2

## Принцип действия
В ультразвуковом вагоне-дефектоскопе в основном используется эхо (признаком обнаружения дефекта является принятый отраженный сигнал от него) и зеркально-теневой методы (признаком обнаружения дефекта является изменение интенсивности ультразвуковых сигналов, отражаемых подошвой рельса). (подробнее про методы)

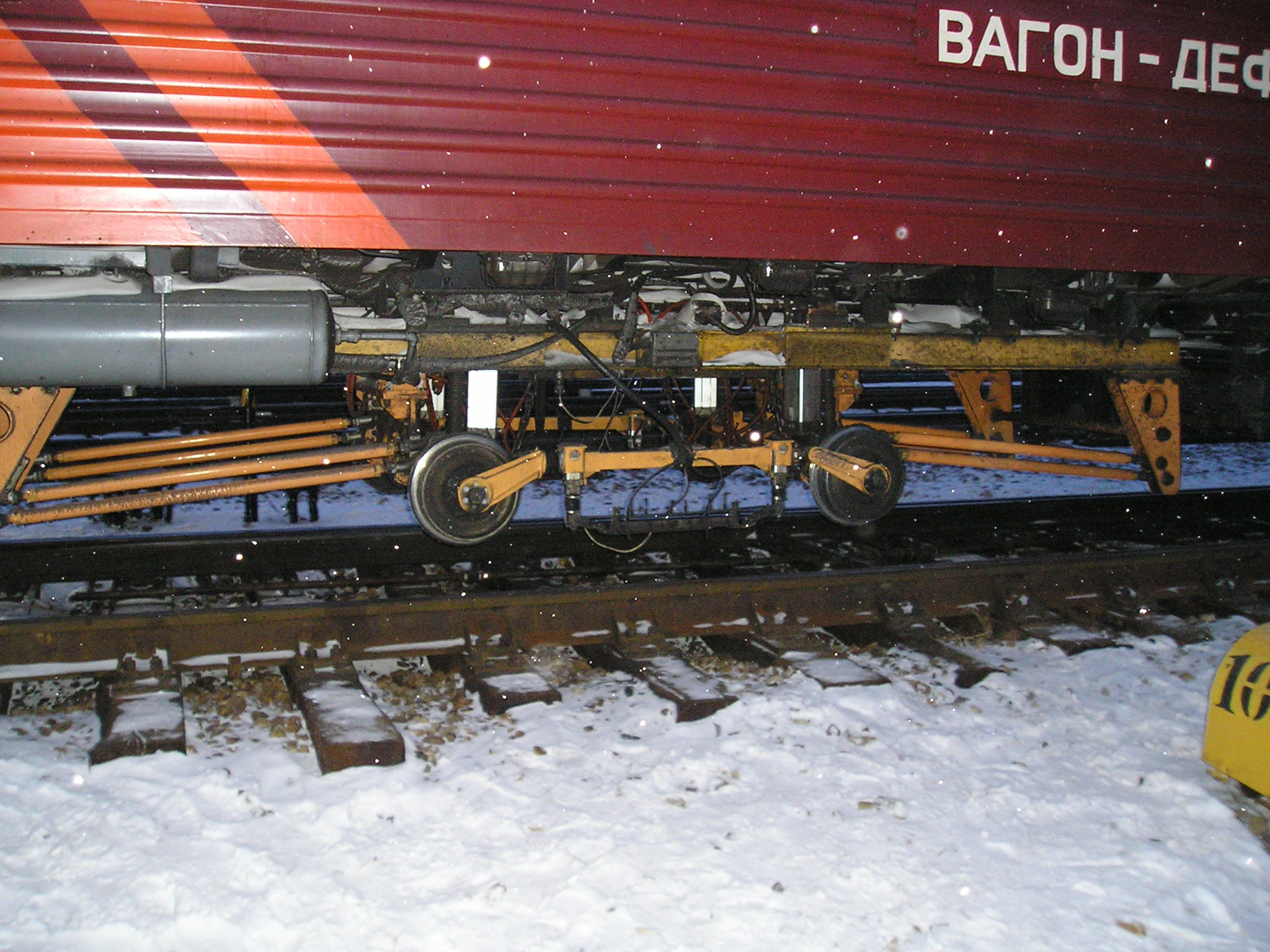
Измерительная тележка совмещенного вагона-дефектоскопа

В России до недавнего времени наибольшее распространение имели вагоны-дефектоскопы с магнитными искателями. Принцип действия магнитного искателя основан на использовании магнитодинамического поля, возникающего в рельсе при намагничивании его движущимся постоянным магнитом. Дефект обнаруживается по изменению плотности вихревых токов и направления движения магнитного потока, обтекающего трещину в рельсе. При движении вагона-дефектоскопа каждая рельсовая нить намагничивается электромагнитом, в искательной катушке наводится ЭДС в виде одиночных импульсов различного значения, длительности и формы. После усиления записываются на киноплёнке или бумажной ленте. Контроль этим способом позволяет выявить внутренние поперечные трещины, которые поражают до 35 % площади сечения головки рельса на глубине более 5—6 миллиметров, и продольные трещины на глубине 4—5 миллиметров. Рабочая скорость магнитного вагона-дефектоскопа достигает 70 километров в час.
В 2000-х годах идет постепенная замена магнитных и ультразвуковых вагонов на совмещенные, которые объединяют достоинства обоих методов: магнитным методом выявляются дефекты на малых глубинах и не требуется непосредственный контакт с рельсом, ультразвуковым — дефекты глубокого и среднего залегания.

## Перспективы развития
Улучшению качества контроля способствуют повышение чувствительности измерительной и регистрирующей систем и выявление в ранней стадии дефектов, находящихся на больший глубине, а также автоматизация процесса расшифровки сигналов.

## Вагоны-дефектоскопы в метро
В Московском метрополитене вагон-дефектоскоп появился в 1975 году. Это был вагон метро типа "А" № 1031 1935 года постройки. В его салоне было несколько комнат. Одна из них была комнатой контроля. Одна тележка была дефектоскопной, вторая основной. Эксплуатировался до 1999 года в депо "Красная Пресня" С 1999 по 2012 год в этом же депо эксплуатировался дефектоскоп № 9425, переоборудованный из вагона 81-714. В депо "Владыкино" было два вагона-дефектоскопа 81-717 № 9267 и № 9279. Вагон № 9267 был списан в 1996 году, вагон № 9279 в 2015 году был передан в депо "Калужское". Также вагон-дефектоскоп имеется в Петербургском метрополитене. Это вагон типа "Ем" № 3875, который после переоборудования в дефектоскоп получил номер № 003. Эксплуатировался в депо ТЧ-1 "Автово". Сейчас он находится в нерабочем состоянии.